# BP Bootis
BP Bootis (BP Boo / HD 140728 / HR 5857) es una estrella variable en la constelación de Bootes, situada muy cerca del límite con Draco.
Catalogada como variable Alfa2 Canum Venaticorum —cuya representante más brillante es Alioth (ε Ursae Majoris)—, su magnitud aparente máxima es +5,34, fluctuando su brillo 0,02 magnitudes a lo largo de un período de 1,3049 días.
Se encuentra a 313 años luz de distancia del sistema solar.
BP Bootis es una estrella blanco-azulada de tipo espectral B9p, la cual, con una edad de casi 120 millones de años, apenas ha recorrido una tercera parte de su andadura como estrella de la secuencia principal.
Es una estrella químicamente peculiar —concretamente una estrella Bp—, que presenta sobreabundancia de silicio y cromo.
Ejemplos de estrellas Bp son β Hydrae, HK Canis Majoris y NN Apodis.
Al igual que estas estrellas, BP Bootis posee un intenso campo magnético; su campo magnético efectivo <Be> alcanza los 100 G.
La temperatura efectiva de BP Bootis es de 9800 K, si bien otro estudio eleva significativamente esta cifra hasta los 12.000 K.
Gira sobre sí misma con una velocidad de rotación proyectada de 75 km/s.
Brilla con una luminosidad 102 veces mayor que la del Sol y es 3 veces más masiva que éste.